# Papucín
Papucín (llamada oficialmente Santa María de Papucín) es una parroquia del municipio de Frades, en la provincia de La Coruña, Galicia, España.

## Entidades de población
Entidades de población que forman parte de la parroquia:
- A Figueira
- A Igrexa
- Baiuca (A Baiuca)
- Carballal (O Carballal)
- Consello
- Mostás
- O Monte
- O Pomariño
- Outeiro (O Outeiro)
- Prado (O Prado)
- Quintá
- Tarrío
- Vimieiro
- Zochal (O Zochal)

## Demografía
| Gráfica de evolución demográfica de Papucín entre 2000 y 2018 |
|                                                               |
| Población de derecho según el padrón municipal del INE        |